# Familienlosigkeit
Der Begriff Familienlosigkeit umfasst traditionell so verschiedene Phänomene wie Kinderlosigkeit, Elternlosigkeit bzw. Verwandtenlosigkeit. Hier treten aber in pluralistischen Gesellschaft Definitions- und Abgrenzungsprobleme auf.
Konservative Autoren entdecken hinter der freiwilligen Familienlosigkeit eine Form der Ego-Gesellschaft, die mit dem Wunsch korreliert, so wenig Verantwortung wie nötig für andere übernehmen zu müssen.
Johannes Huinink fragt sich in seinem Buch Der schrumpfende Familiensektor, ob die Kinder- oder Familienlosigkeit im Lebensverlauf nicht als eine neue Form sozialer Deprivation angesehen werden müsse.
Grundsätzlich sind verschiedene Typen der Familienlosigkeit zu beachten:

## Erzwungene Familienlosigkeit
Für Karl Marx ist die Familienlosigkeit der Proletarier eine von der Bourgeoisie erzwungene Situation, die dann in engem Zusammenhang mit der öffentlichen Prostitution stehe. (Manifest der Kommunistischen Partei)
Dies habe Wurzeln in der klassischen Sklaverei, denn volle Ausnutzung der Sklavenleistung war nur bei Familienlosigkeit und rücksichtsloser Disziplin möglich. Achille Mbembe analysiert in seiner Kritik der schwarzen Vernunft das Paradox, dass den afrikanischen Sklaven in Amerika einerseits jede familiäre Bindung von Rechts wegen gewaltsam abgesprochen wurde, aber andererseits gerade die Abkunft von Sklaven ihre Stellung völliger Rechtlosigkeit bestimmte.
Auch im Blick auf den rechtlichen Status von unehelichen Kindern im altdeutschen Recht kann von erzwungener Familienlosigkeit gesprochen werden, da diese von Rechts wegen weder zur Familie der Mutter noch zu der des Vaters gehörten und somit rechtlos und anrüchig waren und kein Erbrecht hatten.

## Arbeitslosigkeit und Familienlosigkeit
Kapitalismuskritiker sehen in der gleichzeitigen Zunahme von Arbeitslosigkeit und von Familienlosigkeit eine „Selbstaufhebungstendenz der kapitalistischen Wirtschaftsordnung“.

## Demonstrative Familienlosigkeit
Bei den Nach-68er-Generationen wird von einer demonstrativen Familienlosigkeit gesprochen, da diesen familiäres Erbe als zutiefst suspekt galt. (John von Düffek)

## Evangelische Familienlosigkeit
Entsprechend der Aussendungsrede im Matthäus-Evangelium (Kap. 10) gehörte für Jesus Christus neben der Heimatlosigkeit und der Armut auch die Ehelosigkeit um des Himmelreiches willen zu den Kennzeichen der engeren Nachfolge. Dies spiegelt sich heute im zölibatären Leben der Priester und der gottweihten Personen wider.